# Йохан Кристиан фон Бойнебург-Ленгсфелд
Йохан Кристиан фон Бойнебург-Ленгсфелд (на немски: Johann Christian, Freiherr von Boineburg-Lengsfeld; * 12 април 1622, Айзенах; † 8 декември 1672, Майнц) е фрайхер на Бойнебург-Ленгсфелд, юрист, държавник в Курфюрство Майнц и дипломат.

## Биография
Той е син на Ханс Бертхолд фон Бойнебург-Ленгсфелд († 1640/1641), господар на Дипах, таен съветник на Саксония-Айзенах и обер-дворцов маршал, и съпругата му Барбара Сибила фон Бутлар († 1624). Внук е на Кристоф ван Бойнебург († 1614), градски маршал на Кобург, и Анна Катарина фон Коцау.
Йохан Кристиан следва от 1638 г. право в Йена, Марбург, Хелмщет. Той служи при ландграф Георг II фон Хесен-Дармщат. През 1643 г. е на служба при ландграф Йохан фон Хесен-Браубах.
Йохан Кристиан фон Бойнебург става хесенски пратеник в шведския двор, по-късно таен съветник и през 1650 г. първи министър на служба в Курфюрство Майнц.
През 1656 г. става католик. Той присъства при всички важни заседания и при избора на император Леополд I. Той е обвинен от йезуитите и през 1664 г. затворен по заповед на курфюрста. Той скоро е освободен и живее без служба в Майнц и Франкфурт, занимава се с религиозното обединение и с науки. Готфрид Лайбниц става учител на синът му Филип Вилхелм. Кореспондира си с множество учени. Голямата му библиотека в Ерфурт е запазена.

## Фамилия
Йохан Кристиан фон Бойнебург-Ленгсфелд се жени 1648 г. за Анна Кристина Шютц фон Холцхаузен († 1689), дъщеря на хесенския президент на дворцовия съд Куно Квиринус Шютц фон Холцхаузен († 1637), губернатор на Нида и Рюфелсхайм, и Мария Ева фон Дорфелден. Те имат осем деца:
- Йохан (1649 – 1650)
- Мария Анна София Йохана (* 16 октомври 1652, Дармщат; † 11 април 1726, Майнц), омъжена на 30 април 1668 г. в „Св. Лауренц“, Кьолн, за фрайхер и граф Мелхиор Фридрих фон Шьонборн-Буххайм (* 16 март 1644; † 19 май 1717)
- Йохана Франциска (1653 – 1654)
- Анна Мария Маргрета (1654 – 1655)
- Филип Вилхелм (1656 – 1717), имперски дворцов съветник и Майнцски щатхалтер на Ерфурт
- Шарлота (1658 – 1740), омъжена за генерал-фелдмаршал фрайхер Йохан Фридрих фон Орсбек (1636 – 1696), племенник на трирския архиепископ Карл Каспар фон дер Лайен
- Фридрих Ернст (1661 – 1666)
- Анна Кристина (1662 – 1666)